# Rathaus Boullay-les-Troux

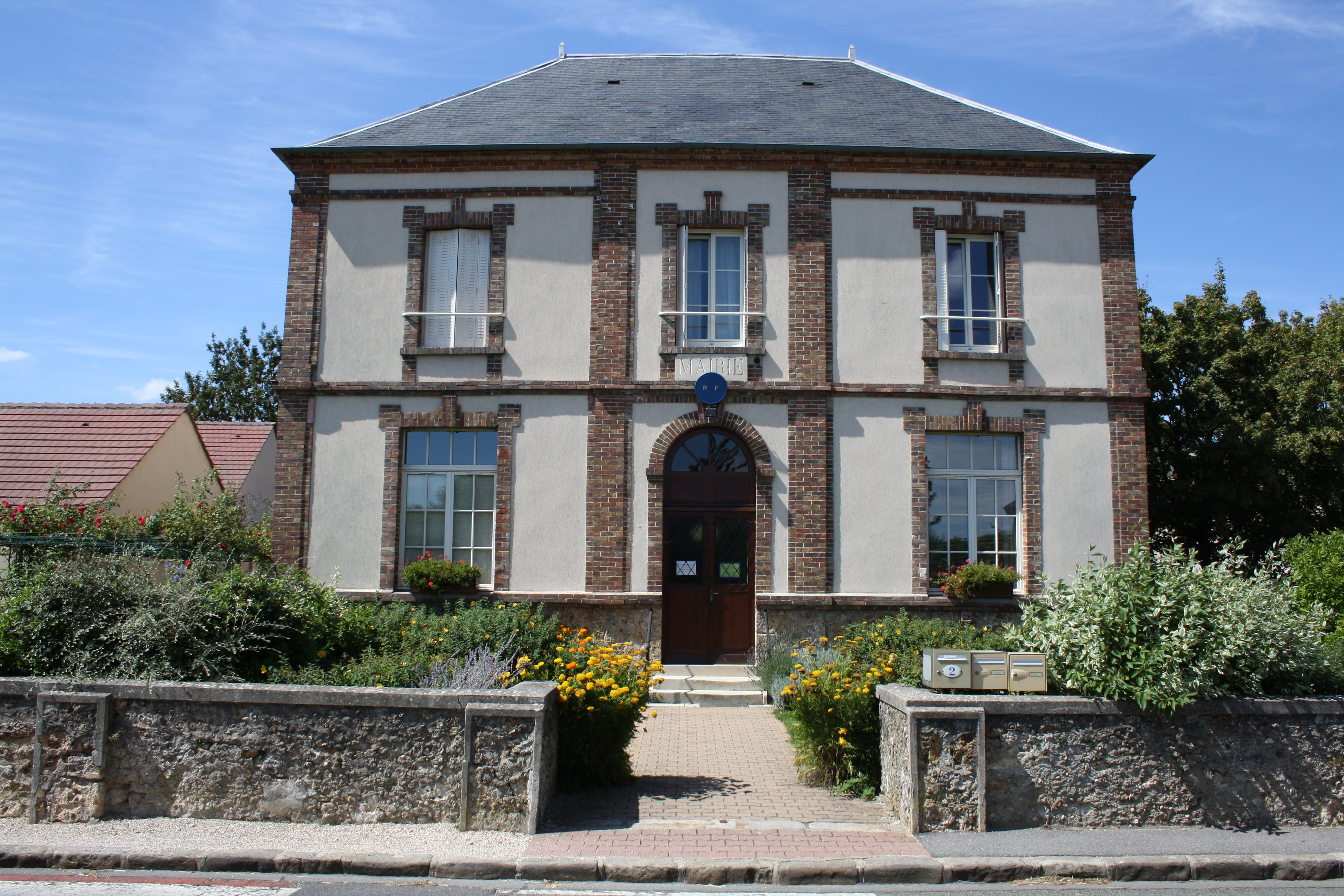
Rathaus in Boullay-les-Troux

Das Rathaus (französisch Mairie) in Boullay-les-Troux, einer französischen Gemeinde im Département Essonne in der Region Île-de-France, wurde 1871/72 errichtet. Das Rathaus mit der Adresse Rue du Clos-Saint-Jean diente lange Zeit auch als Schulgebäude. 
Das zweigeschossige Gebäude aus Bruchsteinmauerwerk und Ziegelstein besaß ein Klassenzimmer im Erdgeschoss und im Obergeschoss eine Wohnung für den Lehrer. Für die Gemeindeverwaltung waren nur zwei Räume vorgesehen. Ein neues Schulgebäude wurde neben dem Rathaus errichtet.